# Gullfaxi

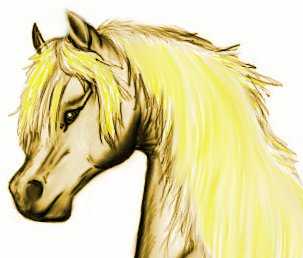
Gullfaxi.

Gullfaxi é um cavalo da mitologia nórdica. Seu nome significa Juba Dourada . 
Foi originalmente de propriedade de Hrungnir, e mais tarde foi dado a Magni por Thor como uma recompensa por levantar a perna de Hrungnir, que estava sobre o Thor inconsciente e estrangulando-o: 
- E eu te darei - disse ele - o cavalo de Juba Dourada que Hrungnir possuía.
Então Odin falou e disse que Thor errou ao dar o bom cavalo para o filho de uma giganta, e não para seu pai. 
- Skáldskaparmál (17) 
Guldfaxe é igualmente rápido em terra, no ar e na água, mas não tão rápido quanto Sleipnir, o cavalo de Odin. 

## Contos populares
Gullfaxi é também o nome de um cavalo no moderno conto folclórico islandês The Horse Gullfaxi e o Sword Gunnfoder (O Cavalo Gullfaxi e a Espada Gunnföder ) coletado por Jón Árnason, traduzido para o alemão por Josef Poestion, então renderizado em inglês e incluído no Crimson Fairy Book (O Livro Carmesim das Fadas) (1903) compilado por Andrew Lang . 